# Коррі Вінкел
Коррі Вінкел (нід. Corrie Winkel, 26 лютого 1944) — нідерландська плавчиня.
Призерка Олімпійських Ігор 1964 року.
Призерка Чемпіонату Європи з водних видів спорту 1962 року.